# Flushing (Ohio)
Flushing – wieś w USA, w stanie Ohio.
Liczba mieszkańców w 2000 roku wynosiła 900.